# Spór o markę Budweiser

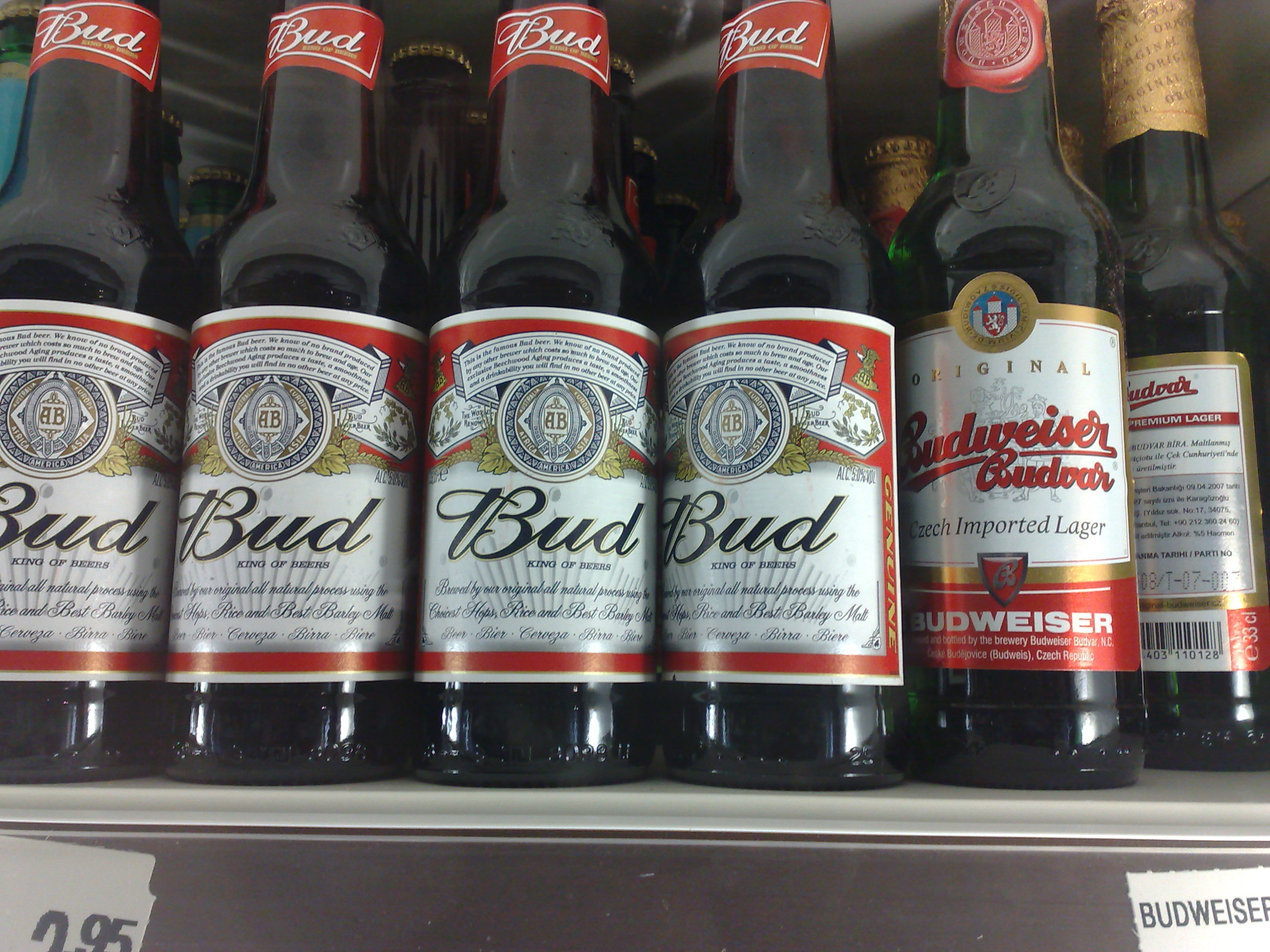
Amerykański (po lewej) i czeski Budweiser na jednej sklepowej półce

Budweiser – marka piwa, do której prawa roszczą zarówno czeski browar Budějovický Budvar, jak i amerykański browar Anheuser-Busch (AB) należący do koncernu AB InBev. Konflikt tych dwóch przedsiębiorstw sięga 1907 roku i w krajach anglojęzycznych bywa nazywany „bitwą o Bud” czy „wojną stuletnią” (w nawiązaniu do angielsko-francuskiej wojny stuletniej). Do sądu sprawa po raz pierwszy trafiła w latach 50. XX wieku, co czyni ów spór jednym z najdłużej trwających w historii stosunków gospodarczych. W latach 2000–2012 na całym świecie rozpoznano 173 postępowania sądowe i administracyjne dotyczące prawa do korzystania z marki Budweiser.

## Budweiser Bier

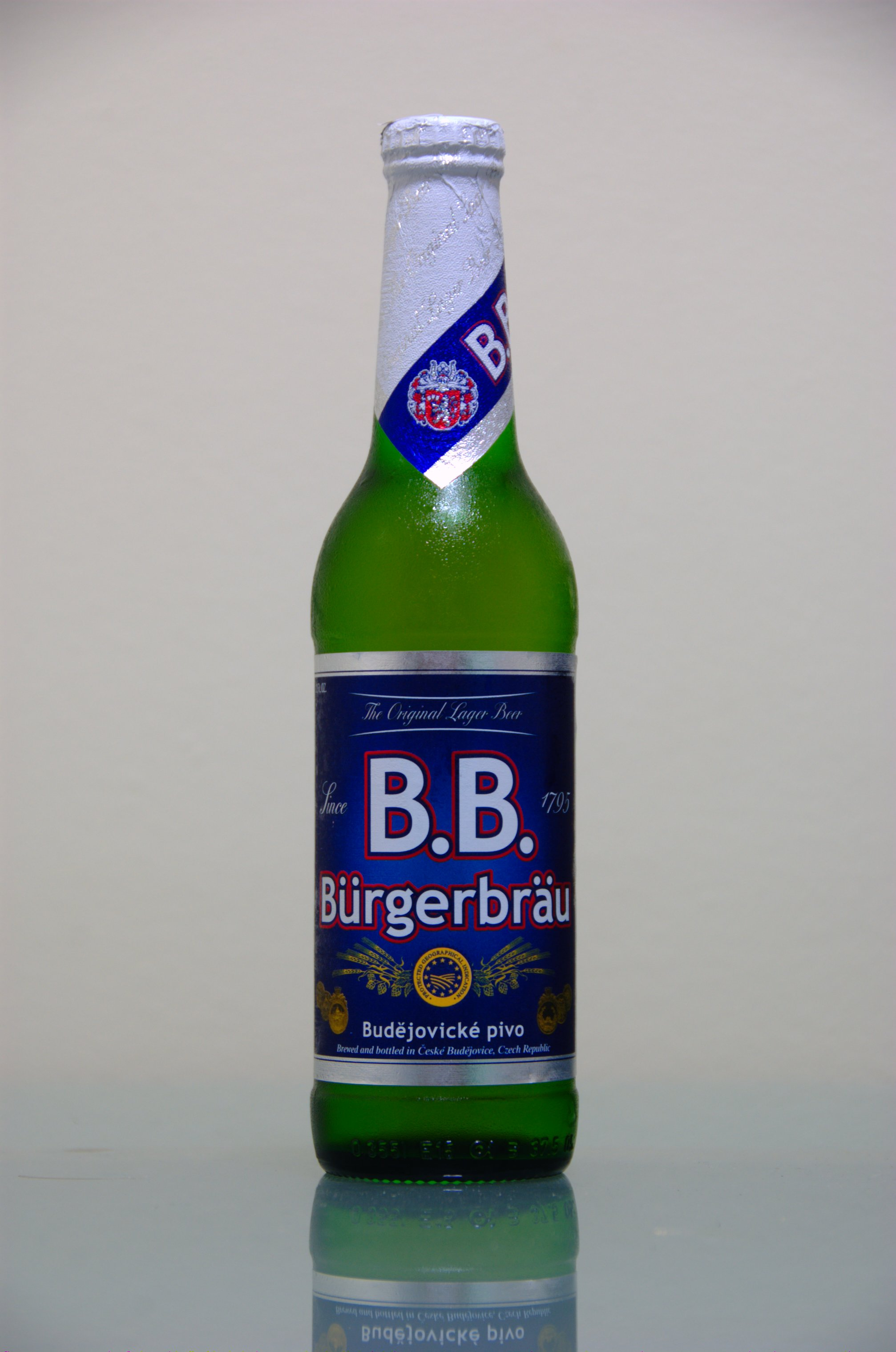
B.B. Bürgerbräu. Budějovické pivo (w innych krajach znane jako B.B. Budweiser)

Początki piwowarstwa na terenie Czeskich Budziejowic (po niemiecku Budweis) wiążą się z założeniem przez niemieckojęzyczną ludność w 1795 roku Budziejowickiego Browaru Mieszczańskiego (Die Budweiser Bräuberechtigten – Bürgerliches Bräuhaus), znanego później jako Samson. Począwszy od 1872 roku (według innych źródeł od roku 1875) piwo z Browaru Mieszczańskiego eksportowano do Stanów Zjednoczonych.
Piwo budziejowickie stopniowo zyskiwało renomę – trafiało na dwór austriacki czy wirtemberski. W 1882 roku Browar Mieszczański po raz pierwszy zarejestrował własne marki towarowe, m.in. Budweiser Export-Lager-Bier.
Po II wojnie światowej browar jako mienie poniemieckie znacjonalizowano, a z czasem także przemianowano na Browar Samson. Jednocześnie zrezygnowano z marek Budweiser Bier, zastępując je nowymi markami piwa: Samson i Crystal.
W 1991 roku browar ponownie otrzymał prawa do nazw Budějovický měšťanský pivovar i historycznej Budweiser Bürgerbräu, a dwa lata później Budějovické pivo i jej odpowiedników w językach niemieckim, angielskim i francuskim (Budweiser Bier, Budweis Beer – sporna z browarem Budvar – i Bière de Budweis). W roku 2000 praski Sąd Najwyższy, w oparciu o porozumienie lizbońskie o ochronie i międzynarodowej rejestracji nazw pochodzenia, potwierdził prawa browaru Samson do nazw Budějovické pivo i Budweiser Bier. W 2001 roku powrócono do podanej w języku czeskim tradycyjnej nazwy browaru Budějovický měšťanský pivovar.
Na rynek wewnętrzny browar produkował piwo pod marką Samson (zastrzeżoną w 1962 roku), zaś eksportował piwo m.in. pod marką 1795 B.B. Budweiser Bier lub Budweiser Bier.

## Budweiser Budvar

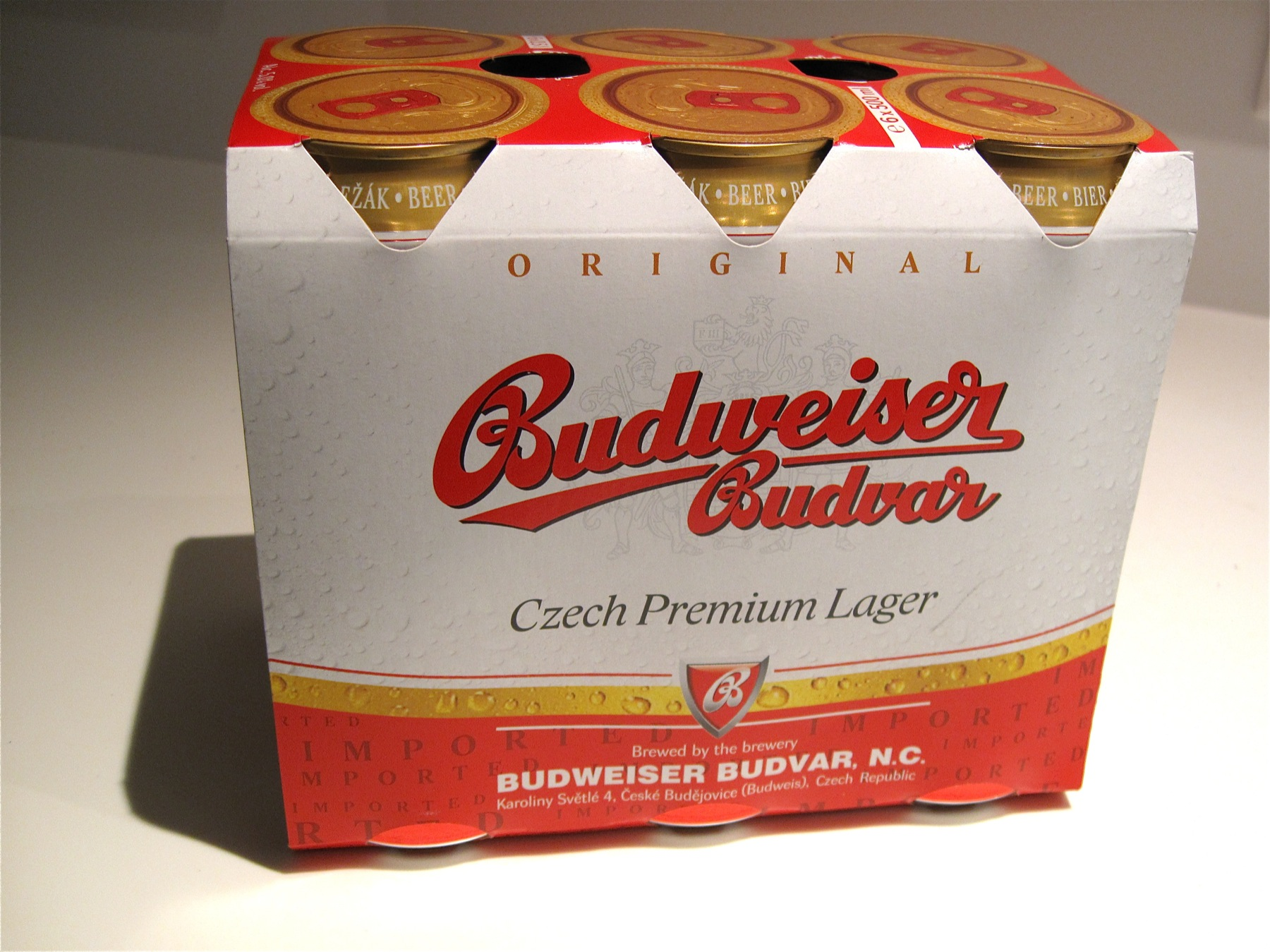

Dokładnie w sto lat od powstania Browaru Mieszczańskiego, w roku 1895, ludność czeska założyła w Budziejowicach browar Budějovický Budvar (niem. Budweiser Budvar). Produkowano w nim piwo, które w opozycji do piwa pilzneńskiego (Pilsner) nazywano budziejowickim (Budweiser).
W 1937 roku zarejestrowano na terenie Stanów Zjednoczonych nazwę Original Bohemian Beer.
W 1958 roku, po podpisaniu porozumienia lizbońskiego, Budvar uzyskał prawa do korzystania z nazw: Budweiser Budvar, Budweiser, Budwar oraz Bud, jak również zastrzegł sobie własny krój pisma i biało-czerwoną kolorystykę. Co jednak warto zauważyć, sygnatariuszami powyższego porozumienia było pierwotnie jedynie dziewięć państw (obecnie obowiązuje w 27 państwach świata, w tym w 11 europejskich).

## Budweiser Beer

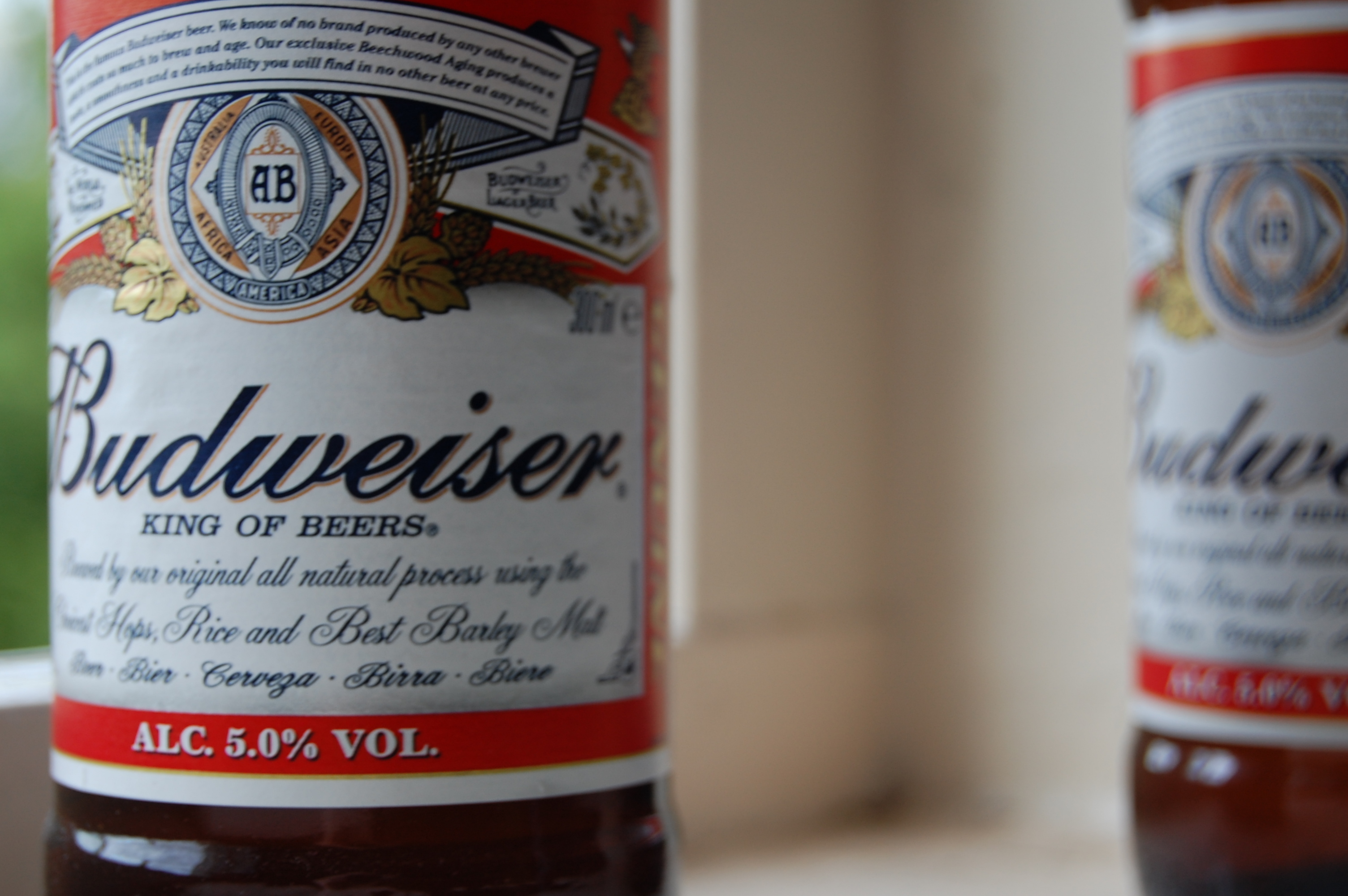

Browar w Saint Louis w Stanach Zjednoczonych powstał w 1852 roku. Importowane z budziejowickiego Browaru Mieszczańskiego piwo stało się inspiracją dla stworzenia własnego piwa typu czeskiego, które po raz pierwszy wyprodukowano w roku 1876. Dwa lata później amerykańskie przedsiębiorstwo (które w 1879 roku przyjęło nazwę Anheuser-Busch) zastrzegło sobie prawo do korzystania z nazwy Budweiser w Stanach Zjednoczonych. Prawo to zostało odnowione w 1907 roku.
Na przestrzeni lat amerykański Budweiser zmieniał swój skład; dzisiaj do słodu jęczmiennego dodaje się ok. 30% słodu ryżowego. Jest to obecnie jedna z najpopularniejszych marek piwa w Stanach Zjednoczonych – w 1988 roku jej udział amerykańskim rynku piwa osiągnął rekordowe 26%, w 1998 ok. 25%, a w roku 2012 kształtował się powyżej 8% rynku.
W grudniu 2011 roku koncern wykupił Budziejowicki Browar Mieszczański, przez co teoretycznie nabył prawo do określania swojego produktu mianem pochodzącego z Czeskich Budziejowic. Cała transakcja była jednak o tyle nietypowa, że przed sprzedażą wszelkie nieruchomości, sprzęt, technologia i personel przeszedł na nowo powstałą spółkę akcyjną Browar Samson, która pozostała w rękach dotychczasowego właściciela Browaru Mieszczańskiego. W efekcie AB nabył niewielki fragment działki ze źródłem wody, a wraz z nim nazwę Budějovický měšťanský pivovar (Budweiser Bürgerbräu) oraz markę piwa Budweiser Bier.

## Istota sporu i stan prawny
Do zatargu pomiędzy browarami czeskimi a amerykańskim Anheuser-Busch doszło w momencie, kiedy wszystkie trzy przedsiębiorstwa rozpoczęły wzmożony eksport swoich towarów, przez co na jeden rynek trafiały dwa lub trzy różne Budweisery. Browar Mieszczański oraz browar Budvar argumentowały, że marka Budweiser nie jest nazwą gatunku piwa, a przymiotnikiem od nazwy Budweis, nazwą oznaczającą pochodzenie z Czeskich Budziejowic, a co za tym idzie nie przysługuje ona browarowi założonemu i prowadzonemu w Saint Louis. Anheuser-Busch w licznych sporach argumentował, że produkuje piwo pod nazwą Budweiser od 1876 roku, podczas gdy browar Budvar od roku 1895. Kontrargumentem strony czeskiej jest fakt, iż nazwa Budweis sięga roku 1265, kiedy to miasto Budziejowice zostało założone przez Przemysła Ottokara.
Do pierwszego, wstępnego porozumienia doszło w 1911 roku, kiedy to czeskie browary zezwoliły browarowi Anheuser-Busch na korzystanie z nazwy Budweiser na rynkach pozaeuropejskich. W 1939 roku Anheuser‑Busch uzyskał od browarów czeskich wyłączne prawo używania oznaczenia Budweiser na rynku amerykańskim, w zamian udzielając podobnej gwarancji co do Europy.
Obie umowy, z 1911 i 1939 roku, nadal obowiązują, jednak ich nieprecyzyjne sformułowania oraz jedynie przykładowo wymienione znaki towarowe stwarzają szerokie pole do rozbieżnej ich interpretacji.

### Ameryka Północna

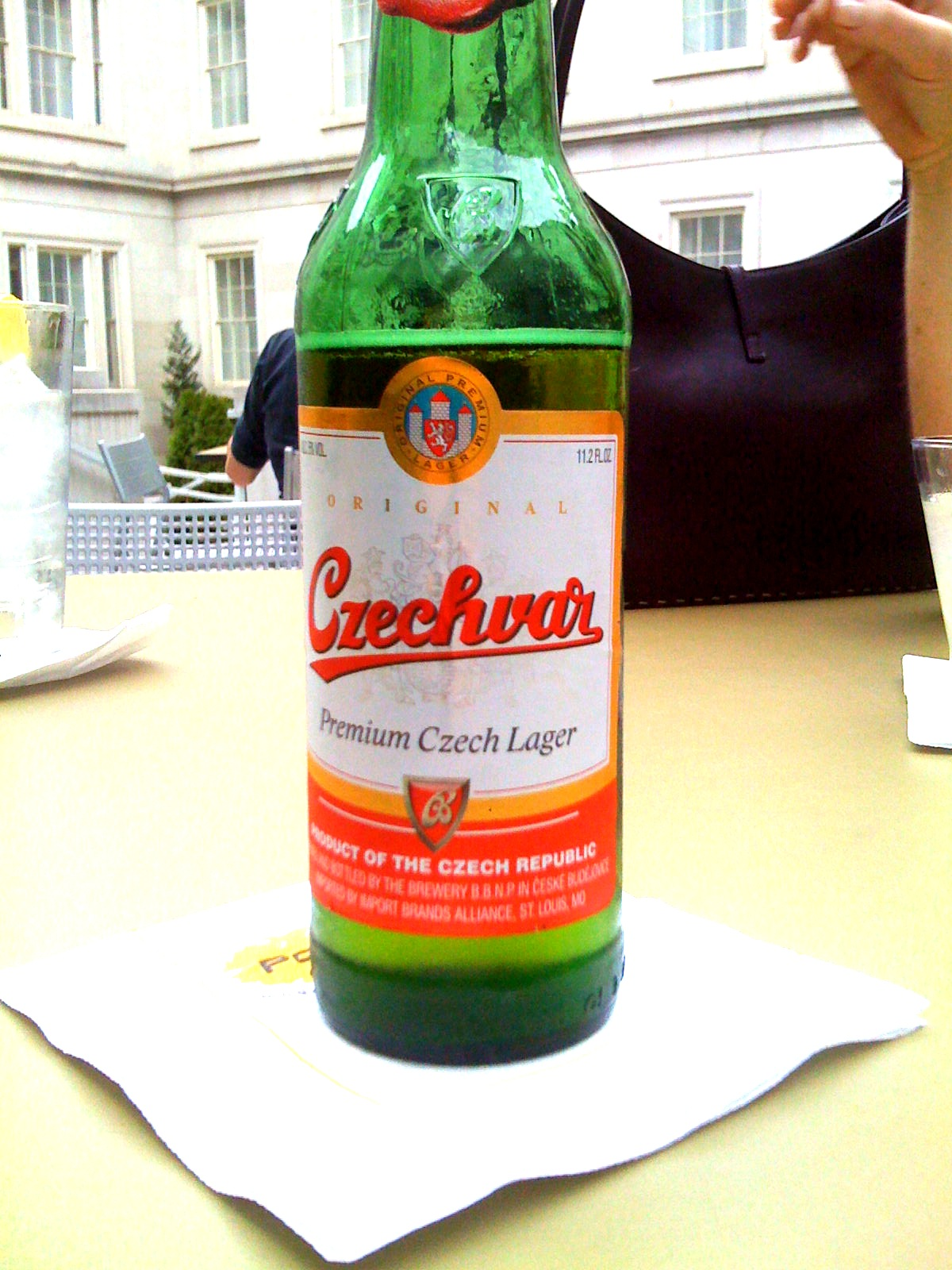
Budweiser Budvar sprzedawany w Stanach Zjednoczonych jako Czechvar

Od 2001 roku piwo Budweiser Budvar sprzedawane jest w Ameryce Północnej pod marką Czechvar. Na mocy porozumienia zawartego w 2007 roku pomiędzy browarami Budvar a Anheuser-Busch, ten ostatni przez pięć lat prowadził import czeskiego piwa do Stanów Zjednoczonych i Kanady. Piwo z Browaru Mieszczańskiego, dla uniknięcia postępowania sądowego, importowane było do USA pod nazwą B.B. Bürgerbräu. Marką Czechvar browar Budvar posługuje się także w Meksyku i Panamie.
W październiku 1997 roku czeski browar zarejestrował swoje znaki towarowe na Kubie, pozbawiając jednocześnie praw do tej nazwy przedsiębiorstwa Representaciones Miramar. Kubański urząd swoją decyzję uargumentował brakiem powiązania produktu z Czeskimi Budziejowicami, do których nawiązywał on nazwą.

### Azja
- Marka Budweiser (podobnie jak Bud) w Chinach przysługuje Amerykanom. Czeski browar Budvar, pomimo sprzeciwu ze strony AB, posługuje się zarejestrowaną w 1997 roku marką Budějovický Budvar[28]. Czesi eksport swojego produktu do Chin rozpoczęli jednakowoż dopiero w 2008 roku[29].
- Hongkoński sąd w 1999 roku zadecydował, że Budvar naruszył prawo Anheuser-Busch do swobodnego korzystania z marki Budweiser na tamtejszym rynku[30].
- Sąd w Japonii przesądził, iż prawo do marki Budweiser Bier przysługuje w tym kraju Amerykanom, jednak wbrew ich pozwowi dopuścił używanie przez czeskie przedsiębiorstwo marki Budějovický Budvar[9] oraz oznaczenie producenta: Budweiser Budvar N.C.[28]. Tokijski sąd odrzucił również amerykańskie powództwo o odszkodowanie[9].
- W 2005 roku Sąd Najwyższy Kambodży zmienił wcześniejsze rozstrzygnięcie sądu niższej instancji i przesądził prawa do marki na rzecz Czechów[31]. Odrzucono również amerykański wniosek o wykreślenie znaków towarowych Budvaru[28].
- Budvar w 2008 roku rozpoczął eksport piwa Budweiser Budvar do Kirgistanu[32].
- Sąd patentowy Korei Południowej w 2001 roku orzekł, że marka Budějovický Budvar nie rodzi nieporozumień i nie powinna być mylona z markami Budweiser, Bud, czy Bud Light[9]. W 2004 roku rozstrzygnięto, że czeski browar może korzystać z nazw Budějovický Budvar oraz Budweiser Budvar N.C. (jako oznaczeń producenta), zaś marki produktów Budweiser oraz Bud przynależą koncernowi Anheuser-Busch[28].
- Oznaczenie Bud w Tadżykistanie od 2004 roku przynależy amerykańskiemu koncernowi Anheuser-Busch, jednak marka Budweiser została już wcześniej zarejestrowana przez browar Budvar[28].
- Marka Budweiser przysługuje czeskiemu Budvarowi także w Wietnamie[33].

### Europa

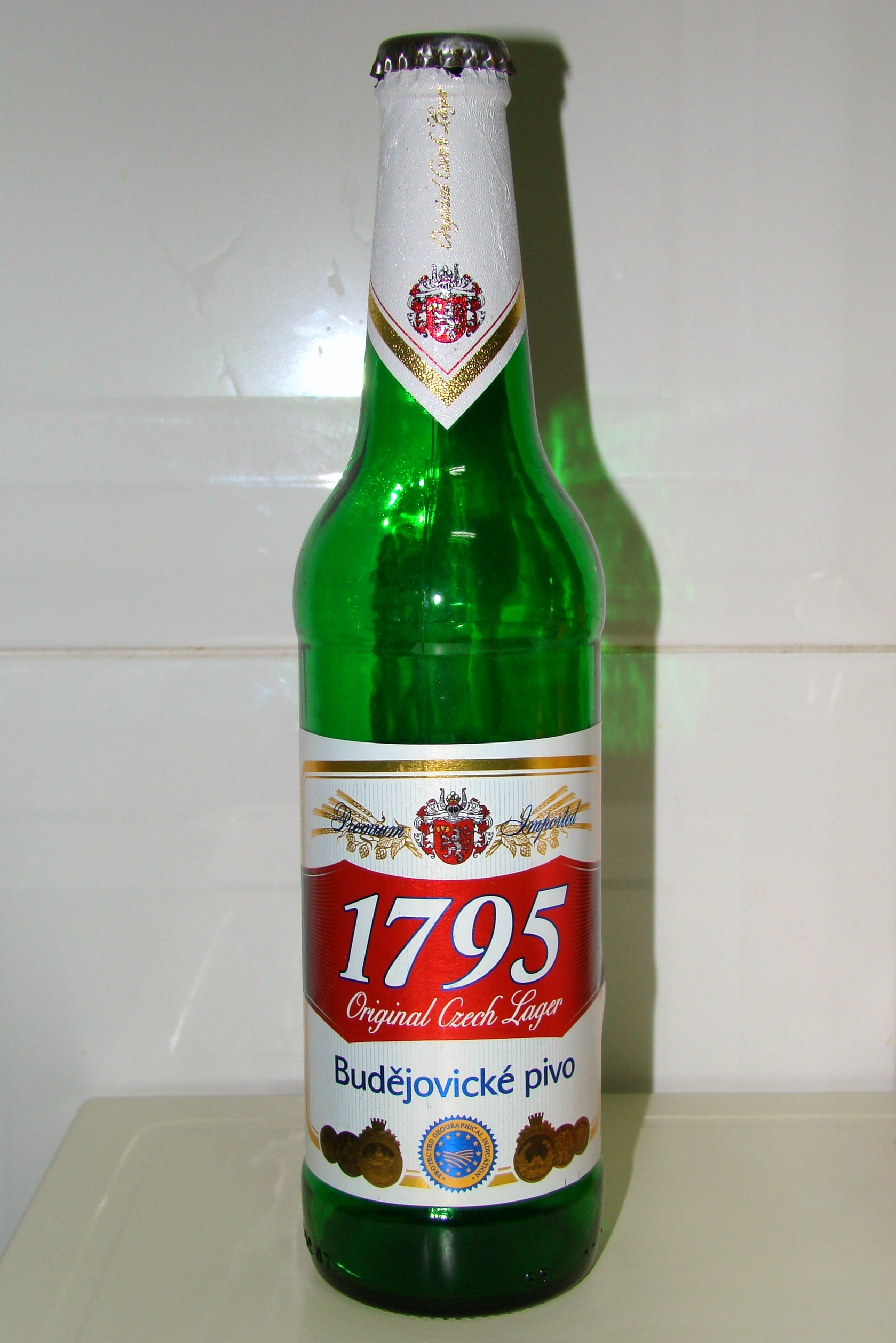
1795 Original Czech Lager. Budějovické pivo z Browaru Mieszczańskiego, w innych krajach znane jako 1795 Budweiser Bier

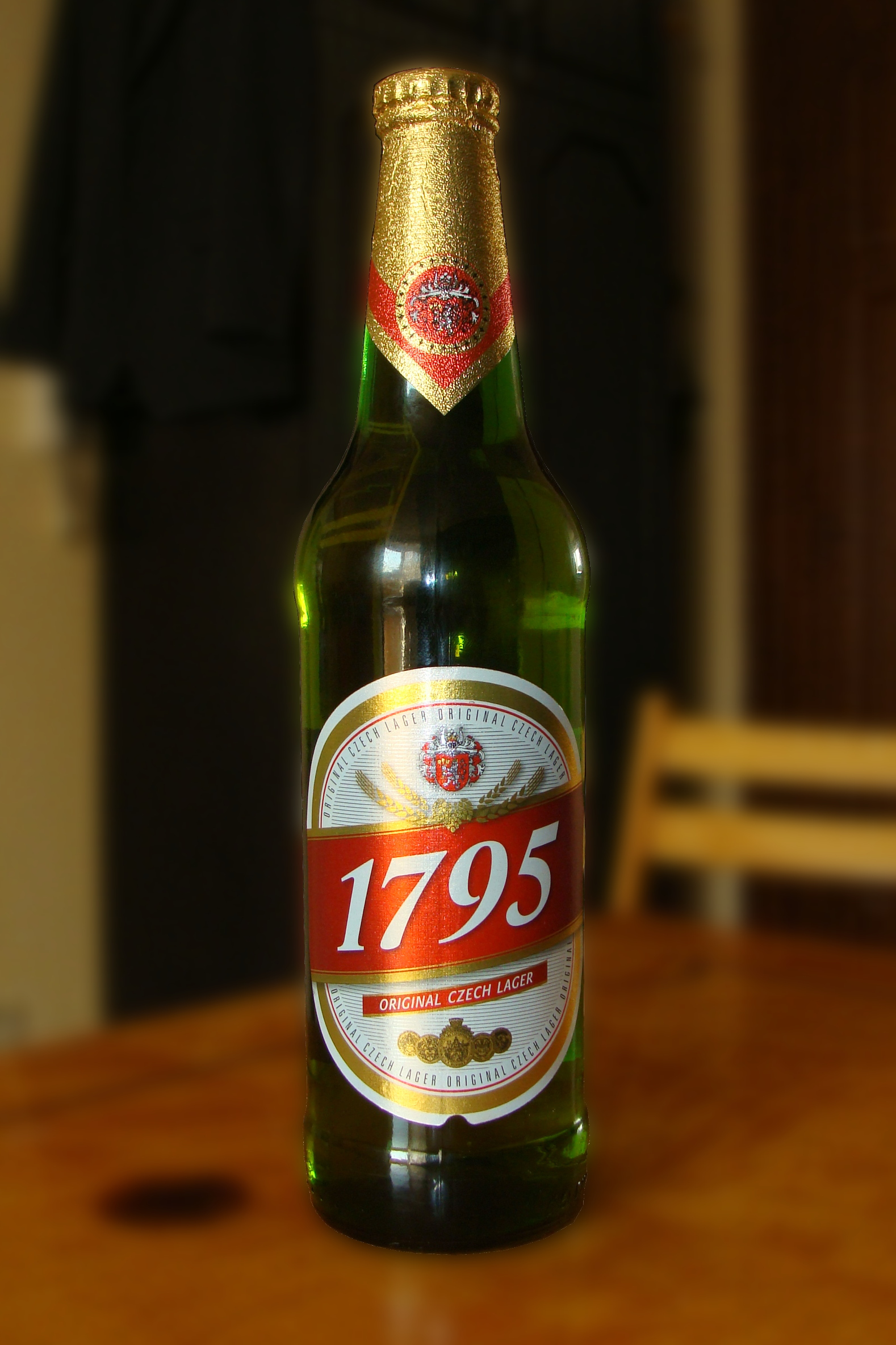
1795 Original Czech Lager z browaru Samson po zbyciu przez ów browar praw do nazw Budweiser Bier i Budějovické pivo

Zgodnie z przepisami Unii Europejskiej nazwy Budweiser Budvar i Budějovický Budvar mają status chronionych oznaczeń geograficznych, przez co przynależą browarom czeskim.
W 1996 roku Anheuser-Busch zgłosił do Urzędu ds. Harmonizacji Rynku Wewnętrznego UE wniosek o rejestrację wspólnotowych znaków towarowych Bud oraz Budweiser, jednak decyzją z 2004 roku Urząd odmówił wydania unijnego znaku towarowego dla wszystkich 25 krajów, z uwagi na identyczną nazwę zarejestrowaną w niektórych państwach przez browar Budvar. Odwołanie amerykańskiego koncernu oparto na fakcie wcześniejszego o dziesięć lat zgłoszenia o rejestrację znaku w kraju Unii Europejskiej (1979 w stosunku do 1989 roku). Jednak w 2006 roku również ono zostało odrzucone, z uwagi na to, iż czeski browar przedstawił dowody na korzystanie z nazwy Budweiser co najmniej pięć lat przed wnioskiem o rejestrację złożonym przez Anheuser-Busch. Wyrok ten dotyczy również wytwarzanych ze słodu napojów bezalkoholowych jak piwo bezalkoholowe. Jednocześnie Urząd zezwolił AB na rejestrację wspólnotowego znaku towarowego Bud, która to decyzja w 2008 roku została jednak uchylona przez Sąd Pierwszej Instancji w Luksemburgu. W 2010 roku Trybunał Sprawiedliwości ostatecznie rozstrzygnął o niemożności zarejestrowania na terytorium całej Unii jednego znaku towarowego Budweiser dla koncernu Anheuser-Busch. Trzy lata później Sąd Unii Europejskiej oddalił jednakowoż skargę Budvaru na rozstrzygnięcie Urzędu, które po raz kolejny zezwalało na rejestrację w całej Unii marki Bud.
Taki stan prawny nie zamyka Amerykanom drogi do rejestracji marki Budweiser w poszczególnych państwach Unii Europejskiej, choć w co najmniej 19 z nich zrobiło to już czeskie przedsiębiorstwo. Z drugiej strony, koncernowi AB InBev (następcy prawnemu Anheuser-Busch) w 23 krajach Unii przysługuje prawo do nazwy Budweiser lub Bud.
W stosunku do nazwy Bud sprzeciw wniósł także niemiecki browar Bitburger, powołując się na zbyt duże podobieństwo do używanej przez to przedsiębiorstwo nazwy Bit. 19 października 2006 roku unijny Sąd Pierwszej Instancji odrzucił sprzeciw niemieckiego browaru, uznając, że „występujące między omawianymi oznaczeniami różnice o charakterze wizualnym, fonetycznym i koncepcyjnym są wystarczające, by wyłączyć wszelkie prawdopodobieństwo wprowadzenia w błąd”.
Na mocy umowy akcesyjnej Czech do Unii Europejskiej, na terenie Unii dla Browaru Budvar zastrzeżono marki Budějovické pivo i Českobudějovické pivo. Niemniej w 2009 roku Europejski Trybunał Sprawiedliwości w Luksemburgu odmówił Budvarowi prawa do korzystania z marki Bud na mocy umów dwustronnych, ze względu na nadrzędność norm unijnych.
Anheuser-Busch zarejestrował w UE m.in. nazwy Budweiser i Bud w różnych kategoriach – od jedzenia dla niemowląt, poprzez świece, aż po rolety okienne.
- W Austrii przez wiele lat amerykańskie piwo sprzedawane było pod marką Anheuser-Busch B. Podstawą była Umowa w sprawie ochrony oznaczeń geograficznych, nazw pochodzenia i innych nazw związanych z pochodzeniem produktów rolnych i przemysłowych zawarta 11 czerwca 1976 r. pomiędzy Czechosłowacją a Austrią, która zastrzega nazwę Bud dla produktów czeskich[9]. W 2011 roku w sprawie wypowiedział się jednak austriacki Sąd Najwyższy, który zezwolił Amerykanom na korzystanie z marek Bud i American Bud[42][28]. Niemniej Budvar eksportuje na austriacki rynek piwo mocne pod nazwą Bud Premier Select[43]. W międzyczasie odrzucono powództwo, w którym browar Budvar domagał się zakazu importu produktów Browaru Mieszczańskiego oznaczonych marką Budweiser – sąd uznał, że oznaczenie to związane jest z pochodzeniem geograficznym i przez to nie może zostać zastrzeżone[28].
- Brukselski Sąd Handlowy w 2005 roku potwierdził prawa Budvaru do marek Budweiser Budvar, Budweiser, Budvar i Budiwoyz na terytorium krajów Beneluksu[28]. Dodatkowo browar Budvar zarejestrował też markę Bud[1].
- W roku 2001 w Bułgarii odrzucono amerykański wniosek zmierzający do pozbawienia czeskiego przedsiębiorstwa praw do nazw Budweiser Budvar oraz Bud[9][1]. Zgodnie z orzeczeniem bułgarskiego sądu nazwa Bud jest powiązane z pochodzeniem geograficznym. W efekcie Budvar podjął próby zablokowania korzystania przez AB z marek American Bud oraz Anheuser-Busch Bud[28][44].
- Zgodnie z orzeczeniem z 2004 roku korzystanie w Chorwacji z marki Budweiser Bürgerbräu przez Browar Mieszczański stanowi czyn nieuczciwej konkurencji. Decyzja ta nie sprzeciwiała się jednak korzystaniu z podobnej nazwy jako oznaczenia producenta[28].
- Spór na Cyprze trwał od roku 2000. Amerykański koncern domagał się od Czechów wycofania wszystkich produktów zawierających oznaczenie Budějovický, Budweiser lub Budvar. Po sześciu latach osiągnięto porozumienie, na mocy którego czeski trunek nosi na wyspie nazwę Budějovický Budvar, zaś jego producenta można określać jako Budweiser Budvar, National Corporation[28].
- Także na rynku czeskim dochodziło do sporów pomiędzy browarami Budvar a Samson (Budziejowicki Browar Mieszczański). Rozpoczął je pozew Budvaru przeciw Samsonowi z 1992 roku, w którym ten drugi oskarżony został o czyn nieuczciwej konkurencji[9]. W pobocznych sprawach Budvar argumentował, że eksport piwa pod nazwą Budweiser Bier lub Budweiser Bürgerbräu uderza w renomę jego produktu. Z kolei Browar Mieszczański wskazywał, że Budvar, powołując się na sięgające XIII wieku tradycje piwowarskie w Czeskich Budziejowicach, sugeruje przez to zagranicznym konsumentom, że jest jedynym jej spadkobiercą[9]. W 2001 roku Browar Mieszczański wystąpił do Urzędu Własności Przemysłowej o wykreślenie znaków towarowego Budweiser, Budweiser Budbräu i Budweiser Bier Budbräu – jak argumentowano – by oba przedsiębiorstwa mogły swobodnie korzystać z przysługujących im historycznie nazw[9]. Jednocześnie Browar Mieszczański rozpoczął produkcję piwa pod marką Budweiser Bürgerbräu, choć dotąd na rynek wewnętrzny produkował piwo marki Samson[9]. Sąd zakazał Browarowi Mieszczańskiemu sprzedaży piwa pod marką Budweiser Bürgerbräu – dozwolone było zawarcie tej nazwy na etykiecie, jednak nie jako podstawowej nazwy produktu[9][28]. W roku 2002 Urząd Własności Przemysłowej oddalił wniosek o wykreślenie należących do Budvaru znaków[9]. W latach 2004–2008 czeskie sądy różnych instancji rozstrzygały kolejne spory czeskobudziejowickich browarów na korzyść jednego, bądź drugiego, by w 2008 roku zasądzić na rzecz Budvaru 350 tys. koron za nieuprawnione korzystanie z marki Budweiser Bürgerbräu[28]. W 2013 roku Budvar wprowadził na rynek piwo mocne Bud Premier Select[45].
- W 2000 roku kopenhaski sąd gospodarczy rozstrzygnął, że w Danii czeski Budvar ma prawo do korzystania z nazw Budějovický Budvar, Budvar i Budiwoyz jednak nie może używać marek Budweiser oraz Bud[9].
- Czteroletni spór w Finlandii w 2000 roku rozstrzygnął helsiński sąd apelacyjny. Zgodnie z jego orzeczeniem Budvar miał zaprzestać umieszczania nazwy Budweiser na swoich produktach i w reklamach. Jednocześnie sąd odrzucił wniosek Anheuser-Busch o odszkodowanie w wysokości 10 milionów marek oraz o zniszczenie przedmiotowych towarów i reklam[9]. Jednak w roku 2005 rozstrzygnięcie to zostało zmienione na korzyść Budvaru[28].
- We Francji prawo do marki Budweiser przysługuje (na mocy rejestracji z 1958 roku[46]) czeskiemu przedsiębiorstwu Budvar, jednak w 2004 roku sąd w Strasburgu orzekł, iż nie może się ono posługiwać nazwą Bud, która nie jest chroniona w związku z pochodzeniem geograficznym[47]. Niemniej nazwę tę zdołał zarejestrować także browar czeski[1].
- Grecki Sąd Najwyższy odrzucił pozew Budvaru przeciwko Browarowi Mieszczańskiemu w sprawie korzystania z marki Budweiser Bürgerbräu[28].
- W 2003 roku hiszpański sąd przyznał prawa do marki Budweiser amerykańskiemu koncernowi[9]. W toku procesu Anheuser-Busch podnosił, że korzystanie przez Budvar z nazwy Budweiser błędnie sugeruje, że piwo to pochodzi z Niemiec[48]. Jednocześnie zarejestrowano przysługującą Czechom markę Budějovický Budvar[9]. Decyzję tę, mimo sprzeciwu AB dotyczącego podobieństwa do marki Budweiser, w 2006 roku potwierdził hiszpański Sąd Najwyższy[28].
- W latach 90. irlandzki importer czeskiego Budweisera zarzucił swoją działalność z uwagi na konieczność zapłaty wysokiego odszkodowania na rzecz AB[14].
- W 1999 roku rozstrzygnięto o prawach do marki na Litwie i Łotwie, gdzie odrzucono skargi AB na fakt korzystania z nazwy Budweiser przez Budvar[9][49]. W krajach tych amerykański koncern korzysta z marki Anheuser-Busch B.[9][14].
- W Niemczech, w związku z długoletnim importem czeskiego Budweisera, amerykański browar potrzebował faktycznego odróżnienia się od europejskiego konkurenta – produkt AB dostępny był w sprzedaży jako Anheuser-Busch B.[14]. Ostatecznie w 2009 roku Budvar, na mocy wyroku unijnego Sądu Pierwszej Instancji uzyskał wyłączne prawa do nazwy Budweiser w Niemczech[4]. Wcześniej, bo latach 90. XX do niemieckiego sądu patentowego wpłynęło powództwo Budvaru przeciwko browarowi Samson o zaprzestanie korzystania z marki Budweiser Bürgerbräu, które ostatecznie zostało rozpatrzone pozytywnie w 2001 roku[9].
- W roku 2006 Browar Mieszczański zarejestrował w Polsce markę Budweiser Bürgerbräu, pomimo tego, iż browar Budvar na tym samym rynku korzysta z marki Budweiser Budvar[50].
- W Portugalii koncern Anheuser-Busch w 1995 roku wstępnie zarejestrował marki Budweiser i Bud, jednak w 1999 roku Sąd Najwyższy pozbawił go prawa do korzystania z marki Budweiser. Podstawą rozstrzygnięcia była czechosłowacko-portugalska umowa o ochronie produktów o geograficznie określonym pochodzeniu z 1986 roku[9]. Jednocześnie w mocy pozostawiono rejestrację oznaczenia Bud. Decyzję tę podtrzymano przy rozpoznawaniu apelacji[51]. Równolegle Anheuser-Busch zwrócił się o rozstrzygnięcie do Europejskiego Trybunału Praw Człowieka, argumentując, że prawo do znaku towarowego może być rozpatrywane w kategorii praw człowieka[52]. ETPC orzekł, że prawa AB do marki Budweiser nie zostały naruszone, gdyż de facto nigdy na terytorium Portugalii nie przysługiwały one amerykańskiemu koncernowi[28].
- Na rosyjskim rynku prawa do nazwy Budweiser ma czeskie przedsiębiorstwo, zaś amerykański produkt występuje pod marką Bud[53].
- Na Słowacji – podobnie jak w Czechach – produkt browaru Budvar sprzedawany jest pod marką Budweiser Budvar. W 2012 roku założono w tym kraju spółkę-córkę, Budweiser Budvar SK[54]. Czeskie przedsiębiorstwo zarejestrowało tam także markę Bud[1]
- W Szwajcarii Trybunał Federalny uznał, że nazwa Bud może wprowadzać w błąd i sugerować powiązanie z marką Budweiser Budvar[55]. Stąd też amerykański trunek sprzedawany jest pod nazwą Anheuser-Busch B.[42].
- Po wejściu Budvaru na rynek szwedzki, sąd w tym kraju orzekł w sporze na korzyść AB (to Amerykanie mogą w tym kraju korzystać z marki Budweiser), zasądzając również odszkodowanie w wysokości 100 tys. dolarów[9]. Jednak w roku 2006 odrzucono żądanie Anheuser-Busch, by zakazać Czechom korzystania z jakichkolwiek kombinacji nazw zawierających wyraz Budvar (np. Budějovický Budvar). Zgodnie z orzeczeniem sądu nazwa Budvar (także w niemieckojęzycznej wersji Budbräu) nie narusza praw amerykańskiego koncernu do znaku towarowego[28].
- Węgierski Urząd Patentów i Znaków Towarowych w 2002 roku odmówił Budvarowi prawa do nazwy Bud, jako że nie odnosi się ona wprost do Czeskich Budziejowic. Na ten sam argument Czesi nie mogą się powoływać przy korzystaniu z marek Budweiser Bier-Budvar, czy Budweiser Budvar, choć mogą używać nazwy Budweiser Bier. Dla odróżnienia, Browar z Saint Louis sprzedaje swój produkt na Węgrzech pod nazwą American Bud[28][56].
- Wielka Brytania jest jednym z niewielu krajów, w którym obu browarom przysługują prawa do nazw Budweiser i Bud[9], gdyż w 2000 roku tamtejszy sąd apelacyjny uznał, że żadnej ze stron nie przysługuje wyłączność w stosunku do wymienionych nazw[57]. Decyzję tę podtrzymała trzy lata później Izba Lordów[58]. Ów wyrok w 2011 roku został potwierdzony przez Trybunał Sprawiedliwości Unii Europejskiej[59][60]. W 2012 roku Sąd Apelacyjny odrzucił odrębny wniosek Anheuser-Busch o usunięcie z rejestru znaku towarowego Budweiser Budvar należącego do Browaru Budvar, rok później w rozstrzygnięcie to podtrzymał Sąd Najwyższy[61]. Ponadto Czesi zarejestrowali w tym kraju markę Bud[1].
- Wyłączne prawo do marek Budweiser i Bud we Włoszech przysługiwało amerykańskiemu koncernowi. Potwierdziło to orzeczenie z 2002 roku, w którym przesądzono o złamaniu wcześniejszych postanowień przez dwóch dystrybutorów czeskiego Budweisera[9][62]. W kolejnych latach wykreślono czeskie marki Budweiser Budvar oraz Budweiser Budbräu[28], jednak w roku 2013 Sąd Najwyższy wydał orzeczenie całkowicie odmienne. Czeskie przedsiębiorstwo Budvar uzyskało prawa do marki Budweiser, natomiast amerykańskie znaki towarowe zostały wykreślone[5].

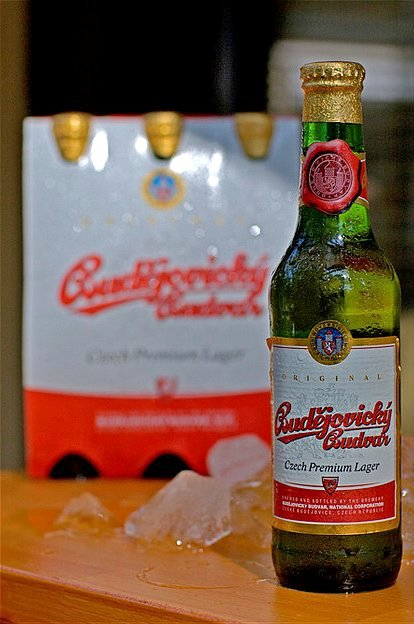
Budweiser Budvar sprzedawany w Australii jako Budějovický Budvar

### Reszta świata
- Australiijski sąd w 2002 roku orzekł, iż czeskie piwo sprzedawane może być wyłącznie pod marką Budějovický Budvar, natomiast sporna nazwa Budweiser Bier przypadła w udziale amerykańskiemu koncernowi AB[9].
- W Argentynie spór w 2011 rozstrzygnął Federalny Sąd Apelacyjny. Dwunastoletni konflikt został zakończony wyrokiem, w którym sąd stwierdził, że na argentyńskim rynku nie mogą funkcjonować dwa produkty o tej samej nazwie (prawa do marek Budweiser oraz Bud posiada Anheuser-Busch). Dodatkowo sąd odmówił Browarowi Budvar rejestracji marki Budweiser Budvar[63].
- W Brazylii prawo do używania nazwy Budweiser przysługuje przedsiębiorstwu amerykańskiemu[2], zaś Budvar posługuje się marką Czechvar[64].
- W 2002 roku nowozelandzki Sąd Apelacyjny uchylił wyrok Sądu Najwyższego[f] i zakazał Budvarowi importu, reklamowania i sprzedaży swojego produktu pod nazwą Budweiser[65], jednak nie zakwestionował prawa do marki Budějovický Budvar[9].
- Czeski trunek do Peru importowany jest jako Czechvar[27].